# Свартифосс
Свартифосс (исл. Svartifoss — чёрный водопад или тёмное падение) — водопад на территории национального парка Скафтафедль в Исландии, в регионе Эйстюрланд, являющийся одним из самых популярных достопримечательностей парка.
Он окружён необычными шестигранными колоннами (так называемая столбчатая отдельность), сложенными чёрной лавой — отсюда и возникло его название. Аналогичные лавовые образования можно увидеть в других местах Исландии (например, на водопадах Альдейярфосс, Литланесфосс), на севере Ирландии в месте под названием Мостовая гигантов, на мысе Столбчатый в России и в других местах в мире.
Основа этого водопада заслуживает внимания из-за остроконечных камней, так как шестигранные колоны у самого начала водопада быстрее стачиваются под мощным потоком воды.
Эти базальтовые колонны вдохновили много исландских архитекторов на создание таких шедевров классической архитектуры, как церковь Хадльгримюра и здание Национального театра (оба — в Рейкьявике).

## Галерея

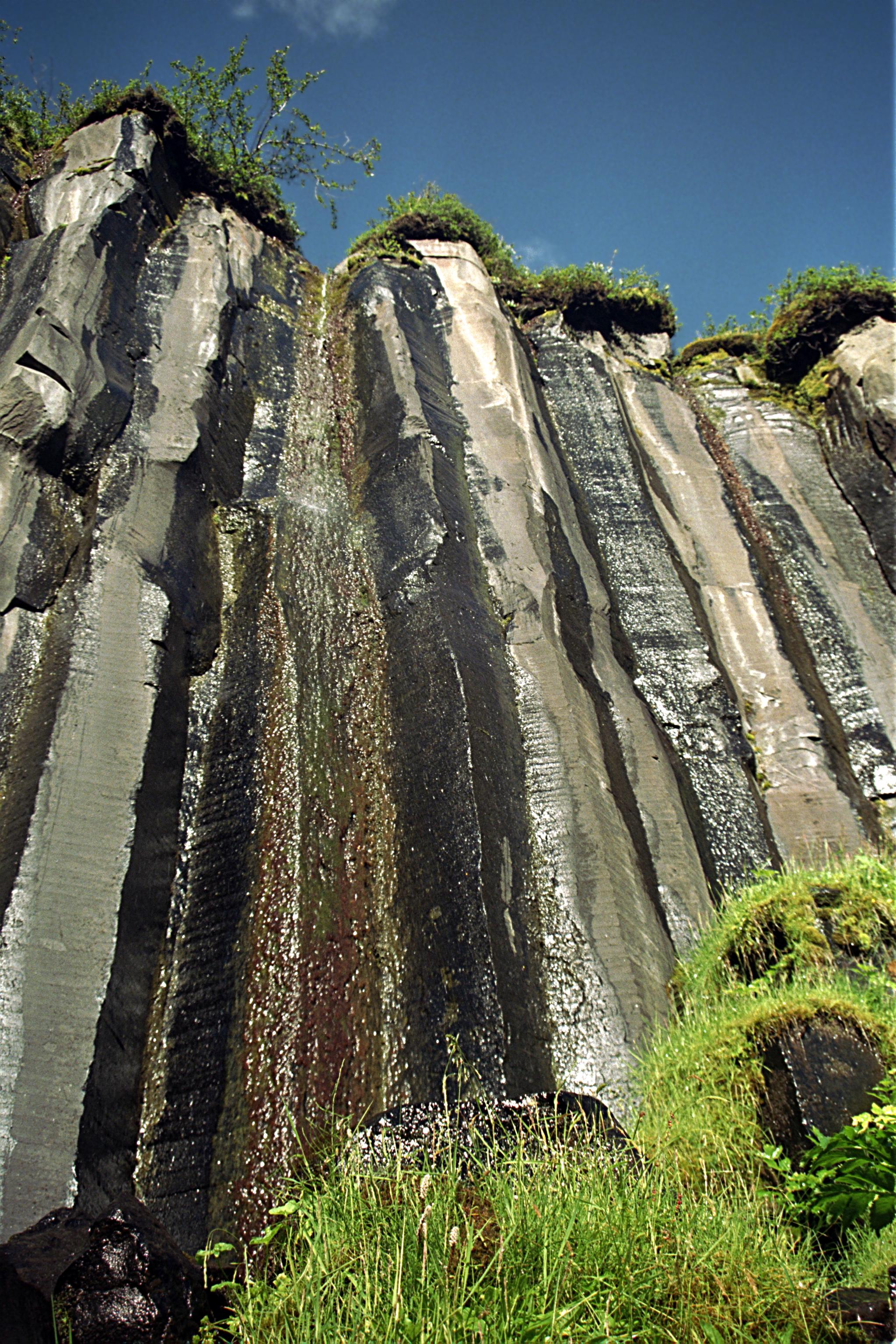
Базальтовые шестигранные колонны
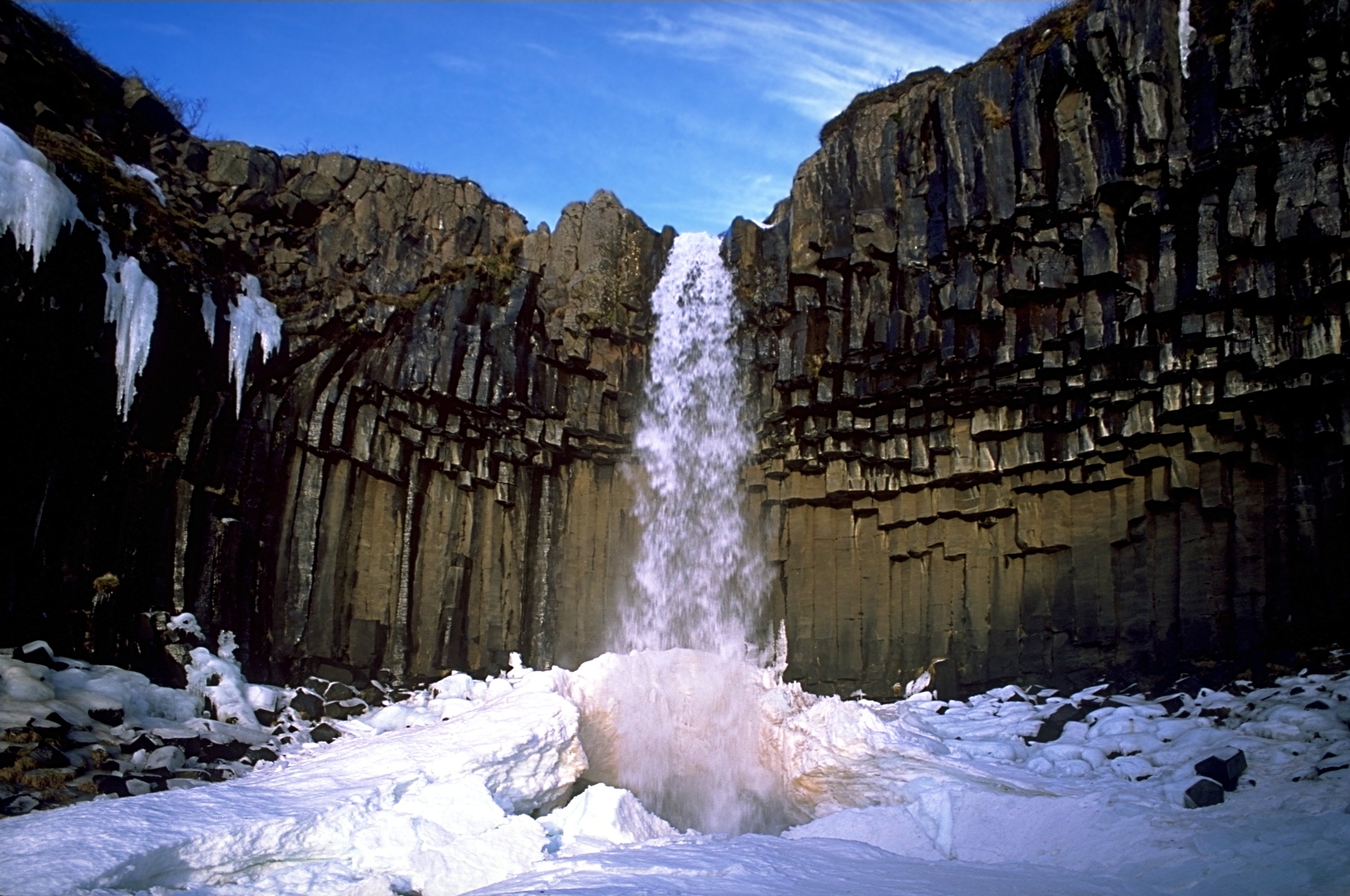
Водопад Свартифосс зимой
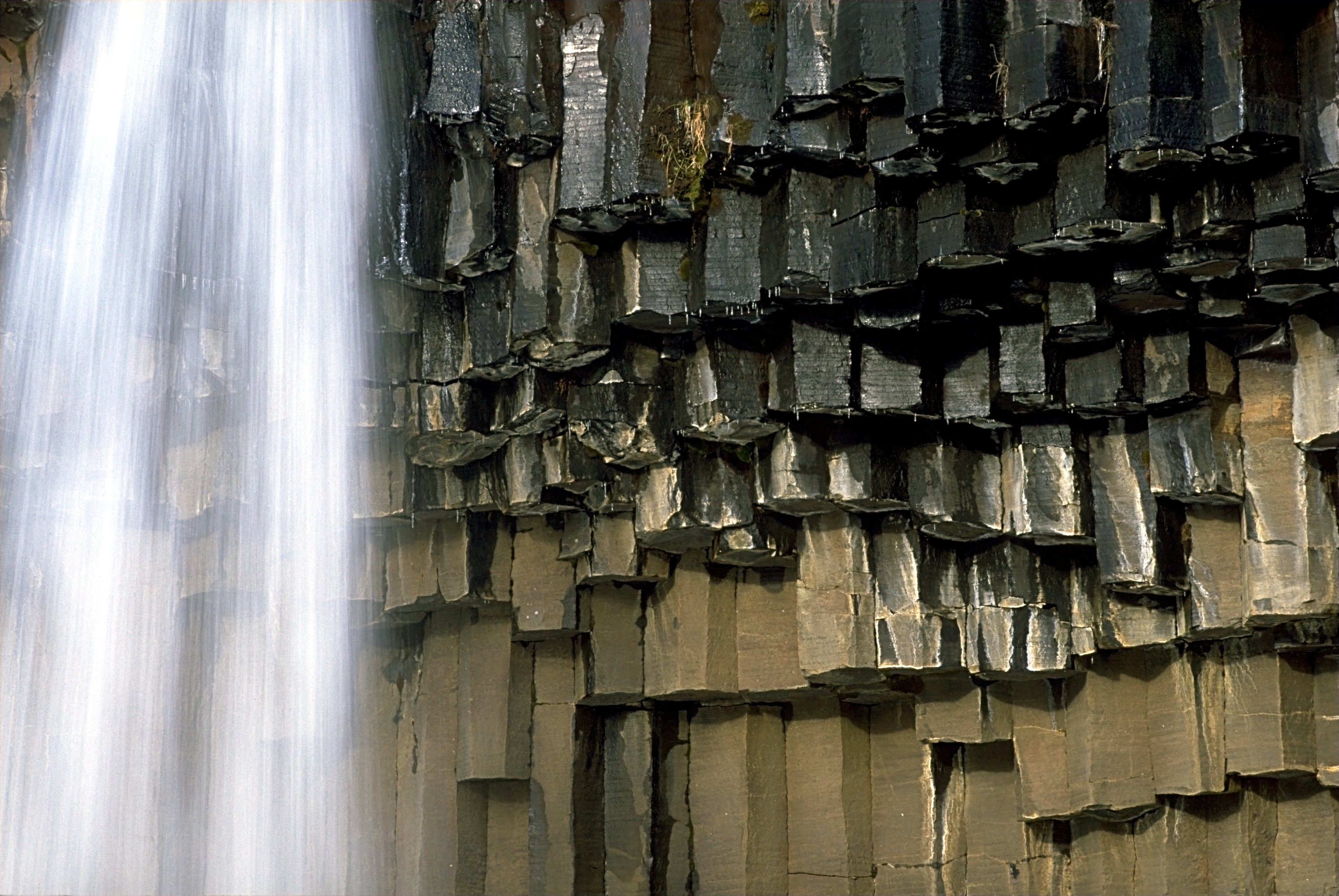
Основание водопада
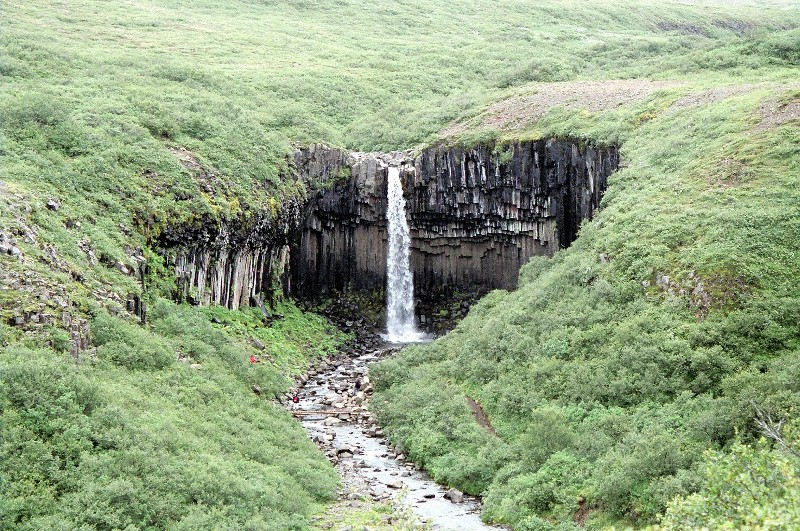
Водопад Свартифосс. Вид издалека